# Зарганс (графство)
Графство Зарганс — феод Священной Римской империи, с 1458 по 1798 год — кондоминиум Швейцарского союза, совместно управлвшийся кантонами Ури, Швиц, Унтервальден, Люцерн, Гларус, Цуг и Цюрих.

## История
В 1396 году графы Верденберг-Зарганс заложили Зарганс австрийским герцогам из династии Габсбургов, которые передали территорию Фридриху VII фон Тоггенбургу. После смерти последних представителей династии Тоггенбургов, графы выкупили залог, а Валенштадт и Квартен остались в качестве фогтов Габсбургов. Однако местное население отказались признать графов Верденберг-Зарганов своими правителями, и в 1436 году заключили договор с городом Цюрих.
Во время Старой Цюрихской войны между Цюрихом и кантонами Гларус и Швиц, графы объединились с последними. Швиц и Гларус захватили графство и вынудили население дать клятву верности графу фон Верденберг-Зарганс.
В 1458 году графы вернули себе владения в Швице и Гларусе, хотя Eidgenossen сохранил отвоёванные у Гасбургов города Валенштадт, Нидберг и Квартен. В 1482—1483 годах последний граф продал Зарганс Швейцарскому союзу, который управлял им как общей территорией семи кантонов (восьмой кантон Берн не участвовал в этой сделке). Покупка 1483 года стала завершением многолетней экспансионистской политики союза на востоке Швейцарии.
Совместное управление Ландвогтеями было вполне нормальным явлением для Швейцарии в XV веке. Администрация сменялась каждые два года между Цюрихом, Люцерном, Ури, Швицем, Унтервальденом, Цугом и Гларусом. С 1712 года после второй Вильмергенской войны Берн стал частью кондоминиума, и к совместно управляемым территориям присоединились владение Фройденберг (имперское аббатство Пфеферс) и Валенштадт. С 1483 года Квартен стал частью фогта Виндегга, но оставался подчиненным кровному суду (Blutgerichtsbarkeit) Зарганса.
Особым случаем стала территория нынешнего города Вартау. Он принадлежал графству Зарганс, за исключением лордства Вартау, которое охватывало только одноимённый замок и деревню Гречинс (ныне часть Вартау). Лордство было юридически тесно переплетено с оставшейся частью сегодняшнего муниципалитета Вартау, но подчинялось юрисдикции графства Верденберг. После вхождения Верденберга в состав Гларуса в 1517 году, эта правовая ситуация привела к многочисленным конфликтам в 1694—1695 годах между ландвогте Верденберга и Заргансом из-за «вартауэрской торговли», которая перешла в совет конфедерации Таганцунг.
Тем самым в состав графства входили города: Бад-Рагац, Валенштадт, Вартау, Зарганс, Квартен, Мельс, Пфеферс, Фильтерс-Вангс и Флумс.
В 1798 году большая часть графства обрело свободу в качестве независимого кантона Зарганс, пока позже в этом же году графство не было включено в состав кантона Линт Гельветической республики. Когда в 1803 году акт посредничестве возродил Швейцарскую конфедерацию, Зарганс вошёл в состав нового кантона Санкт-Галлен.

## Графы Зарганс
См. Counts of Werdenberg in Sargans Архивная копия от 2 мая 2021 на Wayback Machine

### Дом Верденбергов
- Хартманн I (1248—1264)
- Рудольф II (1264—1322)
- Рудольф III (1322—1325)
- Рудольф IV (1325—1361)
- Иоанн I (1361—1396)

В 1396 году графство было заложено Австрии, передавшей его Тоггенбургам:

### Дом Тоггенбургов
| Правитель                               | Портрет | Год рождения | Годы правления | Брак                                               | Дата смерти         |
| --------------------------------------- | ------- | ------------ | -------------- | -------------------------------------------------- | ------------------- |
| Донат (Donat. von Toggenburg)           |         | 1358         | 1396-1400      | Агнесса Габсбург-Лауфенбург (1387—1425) двое детей | 7 ноября 1400 года  |
| Фридрих (Friedrich VII. von Toggenburg) |         | c.1380       | 1400-1436      | Елизавета фон Матш трое детей                      | 30 апреля 1436 года |

#### Титулярные графы Верденберг
- Иоанн I (1396—1399)
- Георг I (1399—1412)
  - Вильгельм I (1399—1412)
  - Иоанн II (1399—1405)
  - Гуго I (1399—1421)
  - Генрих I (1399—1436)

В 1436 году графство вернулось к Верденбергам:

### Дом Верденберг
- Генрих I (1436—1447)
- Вильгельм I (II) (1447—1474)
  - Георг I (II) (1447—1483), продал графство Швейцарскому союзу